# 島村智博
島村 智博（しまむら ともひろ、1984年2月13日 - ）は、日本の東京都出身の男子元フェンシング選手。種目はサーブル。2020年東京オリンピックフェンシング日本代表。警視庁所属。

## 概要
専修大学卒業。15歳でフェンシングを始め、東亜学園高等学校にてフルーレとして活動していた。2013年に全日本選手権を4連覇するなど活躍。2020年東京オリンピックに出場。代表の中では最年長である。
2021年9月16日、全日本選手権の予選で徳南堅太に敗れた後の記者会見で引退を表明。引退後はコーチをすると公言した。